# Scene de căsnicie
Scene de căsnicie este un sitcom adaptat după producția spaniolă Escenas de matrimonio.
Trei cupluri - unul de tineri, altul de vârstă medie și un al treilea de vârsta a treia - își duc viața de zi cu zi, având de înfruntat situații similare.